# Diego Contento
Diego Armando Valentin Contento (Munique, 1 de maio de 1990) é um ex-futebolista alemão que atuava como lateral-esquerdo. 

## Carreira
Tendo seus pais vivido durante anos em Nápoles, Contento recebeu seu nome em homenagem ao ídolo argentino Diego Armando Maradona, que vivia fase espetacular pela equipe italiana na época. Apesar de origem italiana, Contento defendeu apenas o Bayern de Munique até hoje. Tendo chegado as categorias de base com apenas 5 anos, Contento foi promovido a Bayern II com 18 anos. Demonstrando bom futebol nas partidas, mesmo sendo em divisões inferiores da Alemanha, Contento acabou recebendo um oportunidade para defender a equipe principal do Bayern pelo treinador Louis van Gaal e, de início entrando apenas no segundo tempo, acabou virando uma peça importante na lateral da equipe durante sua temporada de estreia, tendo dado assistências importantes na Liga dos Campeões da UEFA.

## Títulos
Bayern de Munique
- Campeonato Alemão: 2009-10, 2012-13 e 2013-14
- Copa da Alemanha: 2009-10, 2012-13 e 2013–14
- Supercopa da Alemanha: 2010, 2012
- Liga dos Campeões da UEFA: 2012-13
- Copa Uli Hoeneß: 2013
- Supercopa Europeia: 2013
- Copa do Mundo de Clubes da FIFA: 2013